# MTV Desi
MTV Desi fue un canal de televisión derivado de MTV, que emitía programación apuntada a los Surasiáticos, provenientes de La India, Pakistán, y Bangladés.
MTV Desi, al igual que MTV, era propiedad de MTV Networks, que es una filial de Viacom Inc.
El canal destacaba varios estilos de música como la música electrónica, el Hip-Hop y el inglés-Guajarati, esparcido ente vídeos de Bollywood.
También había breves documentales americanos indios sobre famosos músicos indios como: Anand Bhatt y Tony Canal, además de parodias sobre el conflicto que tiene Surasia con Estados Unidos.
Este canal se lanzó en julio del 2005.
- Datos: Q9026385